# Уайт, Эдвард Хиггинс
Эдвард Хиггинс «Эд» Уайт II (англ. Edward Higgins «Ed» White II; 14 ноября 1930, Сан-Антонио, Техас, США — 27 января 1967, Космический центр им. Джона Ф. Кеннеди, Флорида, США) — американский астронавт, инженер, подполковник ВВС США, первый американец в открытом космосе (3 июня 1965).

## Полёт на «Джемини-4»

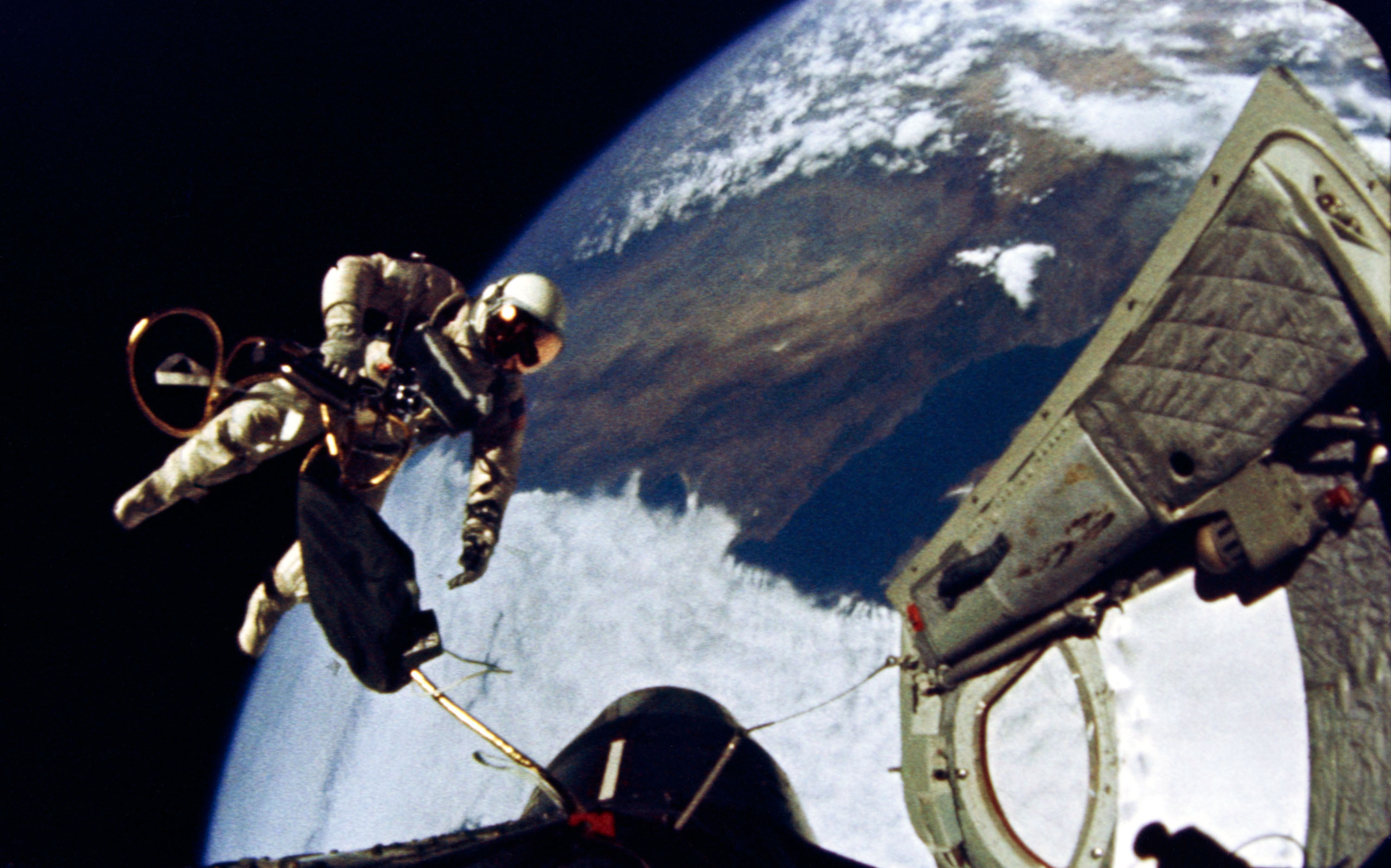
Выход в открытый космос

Полёт «Джемини-4» стал 8-м пилотируемым космическим полётом США. Его задачами были: первый многодневный полёт пилотируемого космического корабля США, отработка сближения и совместного полёта с отработавшей второй ступенью ракеты-носителя «Титан-3», первый выход американского астронавта за пределы космического корабля. Старт 3 июня 1965 года, посадка 7 июня 1965, длительность полёта 4 сут 1 ч 56 мин 12 с.

### Выход в открытый космос
Первоначально планировалось, что выход будет совершён во время второго орбитального витка, однако астронавты перенесли его на третий, поскольку командиру экипажа Джеймсу Макдивитту показалось, что Уайт выглядит уставшим и возбуждённым после старта и неудачного сближения с ракетой. После недолгого отдыха экипаж приступил к выполнению программы выхода. Механизм открытия люка слегка заклинило, и астронавтам пришлось потратить некоторое время, чтобы добиться успеха. Застраховавшись фалом, Уайт подал кислород в ручное двигательное устройство «самострел» и вылетел из кабины. Отлетев на несколько метров, он начал выполнять эксперименты по маневрированию. Через 15 мин 40 с Уайт получил от Хьюстона (Центр пилотируемых космических полётов) команду вернуться на борт космического корабля. Механизм люка доставил астронавтам несколько тревожных минут. Только совместными усилиями Уайту и Макдивитту удалось притянуть рукоятку и добиться фиксации. Эдвард Уайт провёл в открытом космосе 20 минут.

## Гибель
Погиб 27 января 1967 года при пожаре во время испытаний космического корабля «Аполлон-1» на стартовом комплексе № 34 Космического центра им. Джона Ф. Кеннеди вместе с остальными членами экипажа — Вирджилом Гриссомом и Роджером Чаффи. Похоронен на кладбище Академии Вест-Пойнт.

## Память
В 1969 году Уайт был посмертно награждён медалью НАСА «За выдающиеся заслуги», а в 1997 году (через 30 лет после гибели) — Космической медалью Почёта Конгресса. Его имя включено в Зал славы астронавтов. Оно также представлено на «Космическом зеркале» — мемориале, представляющем собой гигантскую полированную гранитную плиту с выгравированными на ней именами всех астронавтов, погибших во время работы (находится на территории Комплекса посетителей Космического центра им. Джона Ф. Кеннеди, неподалёку от мыса Канаверал). Увековечен в скульптурной композиции «Павший астронавт» — первой и пока единственной художественной инсталляции на Луне.
В  1970 году Международный астрономический союз присвоил имя Эдварда Уайта кратеру на обратной стороне Луны.